# The Stickup - Il colpo perfetto
The Stickup - Il colpo perfetto (The Stickup) è un film del 2002 diretto da Rowdy Herrington.

## Trama
Il detective John Parker si trova invischiato in una rapina fatta ad una banca di Vedalia in California dove viene indicato come il rapinatore, braccato dalla polizia locale e dall'FBI troverà aiuto e sostegno dalla infermiera Natalie Wright, che lo aiuterà a provare la sua innocenza.

## Distribuzione
Il film in Italia è uscito il 13 maggio 2003 dalla Eagle Pictures e poi successivamente trasmesso in prima visione TV il 29 dicembre 2023 sul circuito nazionale 7 Gold, mentre di recente è trasmesso anche su Canale 9 in Campania, sempre parte del circuito nazionale.